# Michael Lappert
Michael Franz Lappert (* 31. Dezember 1928 in der Tschechoslowakei; † 28. März 2014) war ein britischer Chemiker und Professor für Anorganische Chemie an der University of Sussex.

## Leben
Lappert kam 1939 mit den Kindertransporten mit seinem Bruder nach England. Die Eltern starben im KZ Auschwitz und er wurde in London von einer Tante großgezogen, die ebenfalls vor den Nationalsozialisten geflohen war. Er wurde 1951 am Northern Polytechnic (heute London Metropolic University) in London bei William Gerrard promoviert,  an dem er seit 1953 Lecturer und 1957 Senior Lecturer war. 1959 wurde er Lecturer am UMIST (University of Manchester Institute of Science and Technology) und 1964 Reader an der neu gegründeten University of Sussex, an der er 1969 Professor wurde. An der University of Sussex baute er ein international führendes Zentrum für metallorganische Chemie auf und betreute über 100 Doktoranden. Er starb nach einem Sturz beim Tennis.
Er befasste sich mit Metallorganischer Chemie, insbesondere organische Bor-Verbindungen und Metall-Amid-Komplexe. Ihm gelang die Stabilisierung der sehr reaktiven Carbene mit Metall-Komplexen, was deren Anwendung als Katalysatoren in der Petrochemie ermöglichte. Er veröffentlichte über 800 wissenschaftliche Arbeiten.
2008 erhielt er den Alfred-Stock-Gedächtnispreis. 1979 wurde er Fellow der Royal Society. 1976 erhielt er den Kipping Award und er erhielt verschiedene Preise der Royal Society of Chemistry (Hauptgruppenelementepreis 1970, Tilden Lecture 1972, Preis für Metallorganische Chemie 1978, Nyholm Lecture 1994, Sir Edward Frankland Lecture 1999). 1989 bis 1991 war er Präsident der Dalton Division der Royal Society of Chemistry. Lappert war Ehrendoktor in München (1989) und Murcia. 
Lappert war Eigentümer des Geburtshauses von John Dalton im Lake District. Er war seit 1980 mit Lorna McKenzie verheiratet.

## Werke
- mit Andrey Protchenko, Philip Power, Alexandra Seeber: Metal Amide Chemistry,  Wiley-VCH, Weinheim, 2009